# Terry Paine
Terence Lionel "Terry" Paine MBE (født 23. marts 1939 i Winchester, England) er en tidligere engelsk fodboldspiller, der som angriber på det engelske landshold var med til at vinde guld ved VM i 1966. Han nåede i alt 19 landskampe, hvori han scorede syv mål. På klubplan spillede han størstedelen af sin karriere hos Southampton, som han spillede over 700 ligakampe for. Han var efterfølgende også tilknyttet Hereford og Cheltenham.
I 1980 var Paine kortvarigt manager for sin sidste klub som spiller, Cheltenham.

## Titler
VM
- 1966 med England